# Henri Paul de Saint-Gervais
Henri Paul de Saint-Gervais est le nom de plume d'un collectif de mathématiciens à composition variable qui, jusqu'en juin 2023, a rendu publiques trois œuvres : le livre Uniformisation des surfaces de Riemann,, le site internet Analysis Situs, et la Leçon sur Les Invariants des polyèdres.
Le nom choisi pour le collectif fait référence d'une part au théorème d'uniformisation de Henri Poincaré et Paul Koebe, et d'autre part au village de Saint-Gervais-la-Forêt, à côté de Blois, où a eu lieu la première réunion du premier collectif,.

## Auteurs
Les membres du premier groupe sont,:  
- Aurélien Alvarez,  professeur à l'École normale supérieure de Lyon ;
- Christophe Bavard, professeur, université de Bordeaux
- François Béguin, professeur, université Paris 13 Nord
- Nicolas Bergeron, professeur - IMJ-PRG, UPMC
- Maxime Bourrigan, École normale supérieure
- Bertrand Deroin, Université Cergy-Pontoise
- Sorin Dumitrescu, professeur  Université Nice Sophia Antipolis
- Charles Frances, professeur UDS, Université de Strasbourg
- Étienne Ghys, directeur de recherche au CNRS - UMPA, ENS de Lyon, secrétaire perpétuel (première division) de l'Académie des Sciences
- Antonin Guilloux, maître de conférences - IMJ-PRG, UPMC
- Frank Loray, chercheur CNRS à Rennes
- Patrick Popescu-Pampu, professeur à l'université de Lille
- Pierre Py, chercheur à l’UNAM
- Bruno Sévennec, chercheur CNRS à l'UMPA,
- Jean-Claude Sikorav, professeur - UMPA, École normale supérieure de Lyon.

Le livre Uniformisation des surfaces de Riemann a été traduit en anglais et est paru en 2016 aux éditions de l'EMS,.
Le deuxième collectif, qui a travaillé au projet Analysis Situs, est constitué de :
- Aurélien Alvarez,  professeur à l'École normale supérieure de Lyon ;
- François Béguin, professeur au Département de Mathématiques de l’Université Paris 13 Nord.
- Nicolas Bergeron (mathématicien), Professeur - IMJ-PRG, UPMC
- Michel Boileau, Professeur Aix-Marseille Université, CNRS, Centrale Marseille, I2M, UMR 7373
- Maxime Bourrigan, Département de Mathématiques et Applications, École Normale Supérieure
- Bertrand Deroin, Laboratoire de Mathématique Analyse Géométrie et Modélisation, UMR CNRS 8088, Université Cergy-Pontoise
- Sorin Dumitrescu, Professeur  Laboratoire J.-A. Dieudonné UMR 7351 CNRS Université Nice Sophia Antipolis
- Hélène Eynard-Bontemps, Maîtresse de conférences IMJ-PRG, UPMC
- Charles Frances, Professeur UDS- IRMA, UMR7501, Université de Strasbourg
- Damien Gaboriau, CNRS/Ens-Lyon
- Étienne Ghys, CNRS/Ens-Lyon
- Grégory Ginot,  Enseignant - Université Paris 13
- Anne Giralt,  Docteure IMJ-PRG, UPMC, Ingenieur data science - Bruitparif
- Antonin Guilloux, Maitre de conférences- IMJ-PRG, UPMC
- Julien Marché, Professeur de mathématiques - IMJ-PRG, UPMC
- Luisa Paoluzzi - Aix-Marseille Université, CNRS, Centrale Marseille, I2M, UMR 7373
- Patrick Popescu-Pampu, Professeur à l'Université de Lille,  - Laboratoire Paul Painlevé, Université de Lille 1
- Nicolas Tholozan, Chargé de recherche - Département de Mathématiques et Applications, École Normale Supérieure, CNRS
- Anne Vaugon, Maître de conférences - Université Paris-Sud

Les animations 3D de ce site sont de Jos Leys et le site web est réalisé par Marc Monticelli. Analysis Situs est l'ancien nom de ce que l’on appelle maintenant « topologie algébrique ».

## Publications
- Henri Paul de Saint-Gervais, Uniformisation des surfaces de Riemann : Retour sur un théorème centenaire, Lyon, ENS Éditions, 2011, 544 p. (ISBN 978-2-84788-233-9, lire en ligne). Recensé dans Gazette de la SMF n° 139,  janvier 2014.
- (en) Henri Paul de Saint-Gervais (trad. du français par Robert G. Burns), Uniformization of Riemann Surfaces. Revisiting a hundred-year-old-problem, Zurich, European Mathematical Society, coll. « Heritage of European Mathematics », 2016, 512 p. (ISBN 978-3-03719-145-3, présentation en ligne).

De plus, le collectif a publié des animations, consultables notamment sur le site Analysis Situs.
- Henri Paul de Saint-Gervais, « Les Invariants des polyèdres : Dernière conjecture de Poincaré », Viridis Candela, Spéculations n°8, Paris, Collège de 'Pataphysique,‎ 15 juin 2023 (ISSN 2804-8008, présentation en ligne).